# Mont-Blanc (departement)
Mont-Blanc was van 1792 tot 1815 een bergachtig Frans departement, genoemd naar de Alpenpiek.

## Geschiedenis
Op 27 november 1792 werd het Alpijnse hertogdom Savoye bij Frankrijk ingelijfd als departement Mont-Blanc. De hoofdstad was Chambéry. Het departement besloeg de huidige departementen Savoie en Haute-Savoie.
Op 25 augustus 1798 werd het noordelijk deel van het departement gevoegd bij het nieuwe departement Léman. Hoewel de berg Mont-Blanc nu buiten het departement lag, werd de naam gehandhaafd.
Nadat Frankrijk in het Eerste Verdrag van Parijs op 30 mei 1814 het gebied rond Genève had moeten afstaan, werd het departement weer hersteld in de omvang van 1792. Er kwam een eind aan het departement, nadat Frankrijk in het Tweede Verdrag van Parijs van 20 november 1815 geheel Savoye had moeten afstaan aan het koninkrijk Sardinië, dat zelf zou opgaan in het herenigd Koninkrijk Italië (1861-1946) net nadat Frankrijk Savoye in 1860 terug in handen kreeg.